# Balje
Balje [ˈbaljə] ist eine Gemeinde im niedersächsischen Landkreis Stade.

## Geografie

### Lage
Das Gemeindegebiet von Balje erstreckt sich nordwestlich von Stade im Mündungsgebiet des Flusses Oste in die Elbe auf dem östlichen bzw. südlichen Uferbereich. Es gehört zur Landschaft Stader Elbmarschen welches ein Teilgebiet der Unterelbeniederung ist. In der Vergangenheit war diese Region Teil des historischen Landes Kehdingen.
Landschaftlich prägend für das Gemeindegebiet sind die weitläufigen Außendeichbereiche des historischen Elbe-Urstromtales, die in den 1970er Jahren eingedeicht wurden. Diese gliedern sich in die Abschnitte Hörner Außendeich (direkt an der Oste-Mündung) und Baljer Außendeich und sind überwiegend unbesiedelt. Im Osten schließen sich Wechtern-Außendeich und der Stellenfleth-Außendeich in Krummendeich an.
Das Kehdinger Land ist Moor- und Marsch-Gebiet und liegt zum Teil unter dem Meeresspiegel. Das Kulturland war daher früher regelmäßig überflutet. Erst umfassende Eindeichungen konnten das Gebiet am Südufer der Unterelbe dauerhaft gegen Sturmfluten sichern.
Das Gemeindegebiet von Balje wird bis heute zum großen Teil landwirtschaftlich genutzt. Ackerland, Marschwiesen und Obsthöfe nehmen einen großen Teil der Gemarkung ein. Die Ortsteile sind  entsprechend an den Verkehrswegen gelegen, die das Gebiet durchziehen. Wald ist im Ort kaum vorhanden.

### Nachbargemeinden
Balje grenzt im Westen an Neuhaus (Oste) und Belum, im Süden an Geversdorf und im Osten an Oederquart und Krummendeich.

### Ortsteile
Neben der namenstiftenden Ortschaft Balje sind Hörne sowie Elbdeich, Neuenhof, Altenwisch, Kukenbüttel, Mühlenwisch, Wisch, Feldhof, Faulenhofe, Außendeich, Wehlken, Baljerdorf, Rittershausen, Süderdeich-West, Süderdeich-Ost, Rosenkranz, Hünkenbüttel, Eggerkamp, Breitendeich, Wetterdeich, Eierdorf weitere Ortschaften im Gemeindegebiet.

## Geschichte
Das Wort Balje oder Balge bedeutet (schiffbare) Wasserrinne im Watt. Es steht für niederdeutsch balge „niedriger, sumpfiger Ort, Wasserlauf“, balje, balge „Graben oder Aushöhlung, darin noch etwas Wasser übrig bleibt, wenn gleich das andere abgelaufen“, niederdeutsch balge „Flußrinne, Arm eines größeren Flusses, tiefe Rinne zwischen Sandbänken an der Küste“, mittelniederdeutsch balge, ballige „Vertiefung im Watt, die auch bei der Ebbe voll Wasser bleibt“.
Das Kehdinger Land stellte ursprünglich eine Insellandschaft der Niederelbe dar, die erst um die Zeitenwende allmählich verschlickte, wobei sich drei größere Inseln herausbildeten: die Baljer Insel, die Insel Wechten und die Hamelwördener Insel. Plinius, der mit einer römischen Flotte bis zur Elbe gelangte, berichtet, die Uferanier lebten überwiegend vom Fischfang, wobei Netze aus Schilf und Sumpfbinsen gedreht wurden.
Unter den Karolingern existierte vermutlich in Hamelwörden, also etwas östlich des heutigen Balje, eine Zollstation. Als Schifffahrtsweg diente allerdings nicht allein die Elbe selbst, sondern auch deren zahlreiche Seitenpriele, zumal die Landwege oft schlecht passierbar waren und Brücken, Stege und (später) Schleusen dafür sorgten, dass auch auf den Wasserwegen des Marschlandes Schiffsverkehr möglich war. Im Verlauf des Mittelalters bildete sich auf der ursprünglich nur aus Schlick bestehenden amphibischen Landschaft eine typische Ufervegetation, sodass das Gebiet als Wiesen nutzbar wurde, während es sich bei dem Moor um für die menschliche Nutzung eher ungeeignetes Hochmoor handelte.
Eine stärkere Besiedelung der Moore erfolgte erst nach Ende des Dreißigjährigen Krieges, als vor allem mittellose Tagelöhner das Gebiet als Siedlungsgebiet entdeckten, wobei sie in der Regel Land von den Marschbauern zugewiesen bekamen. Neben der landwirtschaftlichen Nutzung wurde der Abbau von Schwarztorf betrieben, der zur Produktion von Ziegeln benötigt wurde; die arbeitsintensive Gewinnung überstand allerdings die Industrialisierung nicht, da nunmehr kostengünstigere Konkurrenzprodukte aus anderen Gegenden zur Verfügung standen.
Kirchlich unterstand die Gemeinde mit ihrer alten Kirche, die später niederbrannte, dem Bistum Bremen, dessen Landesherrschaft (Erzstift Bremen) es auch politisch unterstand. Wie andere Bauernschaften an der Nordsee auch, genossen allerdings auch die Kehdinger Bauern immer ein gewisses Maß an Autonomie. So wurden die Grafen und Hauptleute, die das Land im Namen des Bischofs verwalteten, vom Volk gewählt, und als Appellationsgericht diente das Landgericht in Stade. 1648 kam das Gebiet mit dem Westfälischen Frieden an Schweden. 1719 fiel es an das Kurfürstentum Hannover, mit dem es 1866 preußisch wurde. Im Zweiten Weltkrieg beherbergte Balje u. a. die Stabsbatterie einer Marineflak-Abteilung zum Schutz der auf der gegenüberliegenden Elbseite bei Brunsbüttel gelegenen Kanalschleusen. Seit 1947 ist Balje Teil des Landes Niedersachsen. Ursprünglich war es eine Gemeinde im Kreis Kehdingen, der 1932 in den Landkreis Stade integriert wurde.
Bis 1933 bestand in Balje ein Bahnanschluss an der Nordstrecke der schmalspurigen Kehdinger Kreisbahn, welche den Ort mit Freiburg/Elbe und Itzwörden verband. Die Strecke wurde bis 1935 vollständig demontiert.

## Einwohnerentwicklung
| Jahr      | 1987 | 1992 | 1997 | 2002 | 2007 | 2010 | 2011 |
| --------- | ---- | ---- | ---- | ---- | ---- | ---- | ---- |
| Einwohner | 1173 | 1221 | 1114 | 1107 | 1098 | 1051 | 1025 |

(jeweils zum 31. Dezember)

## Religion

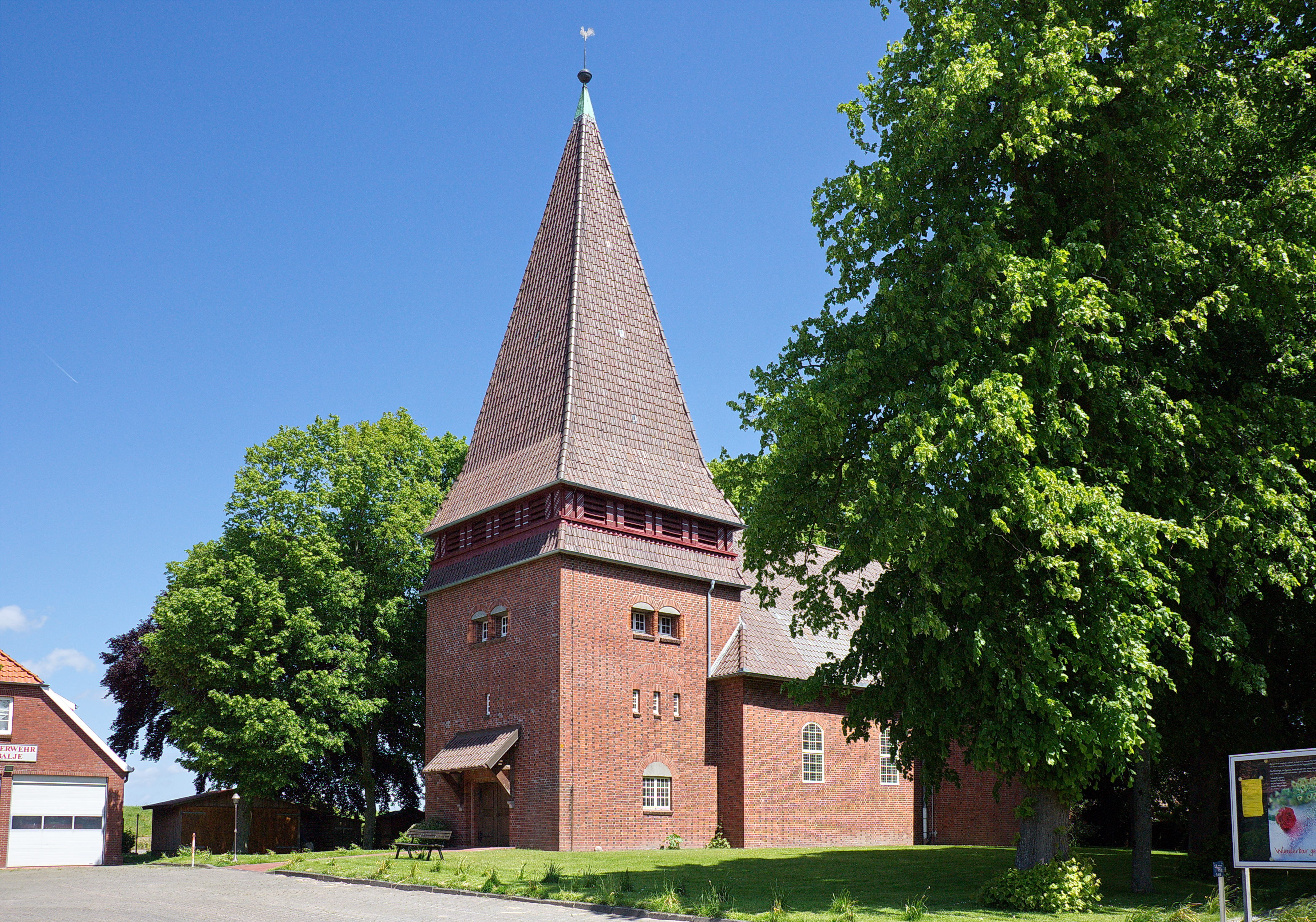
St.-Marien-Kirche

Die Einwohner von Balje sind überwiegend evangelisch-lutherisch. Im Ortsteil Balje befindet sich ihr Gotteshaus, die St.-Marien-Kirche.

## Politik

### Gemeinderat
Der Rat der Gemeinde Balje besteht gesetzlich aus neun Mitglieder. Sie werden durch eine Kommunalwahl für jeweils fünf Jahre gewählt.

Die vergangenen Gemeinderatswahlen ergaben folgende Sitzverteilungen:
| Wahljahr | CDU | SPD | Gesamt  |
| 2021     | 6   | 3   | 9 Sitze |
| 2016     | 5   | 4   | 9 Sitze |

### Bürgermeister
Bürgermeisterin der Gemeinde Balje ist seit November 2023 Rike Feil (CDU)

### Wappen
Das Wappen von Balje, das am 26. April 1948 verliehen wurde, zeigt in Blau über silbernem Schildfuß mit Wellenschnitt schwebend eine goldene Glocke mit Klöppel.
Das Wappen erinnert damit an eine Sage, wonach die Baljer einst bei einer Überschwemmung die Glocken der Brunsbütteler Kirche entführt haben sollen. Daraufhin sollen die Glocken bei Westwind hinübergerufen haben: „Na Brunsbüttel!“ Dies soll so lange gedauert haben, bis eines Tages die Brunsbütteler bei einer Überschwemmung des Kehdinger Landes zu Hilfe kamen, die Glocke aber den Baljern überließen.

### Verwaltung
Seit 1971 wird Balje als Mitglied von der Samtgemeinde Nordkehdingen verwaltet.

## Kultur und Sehenswürdigkeiten

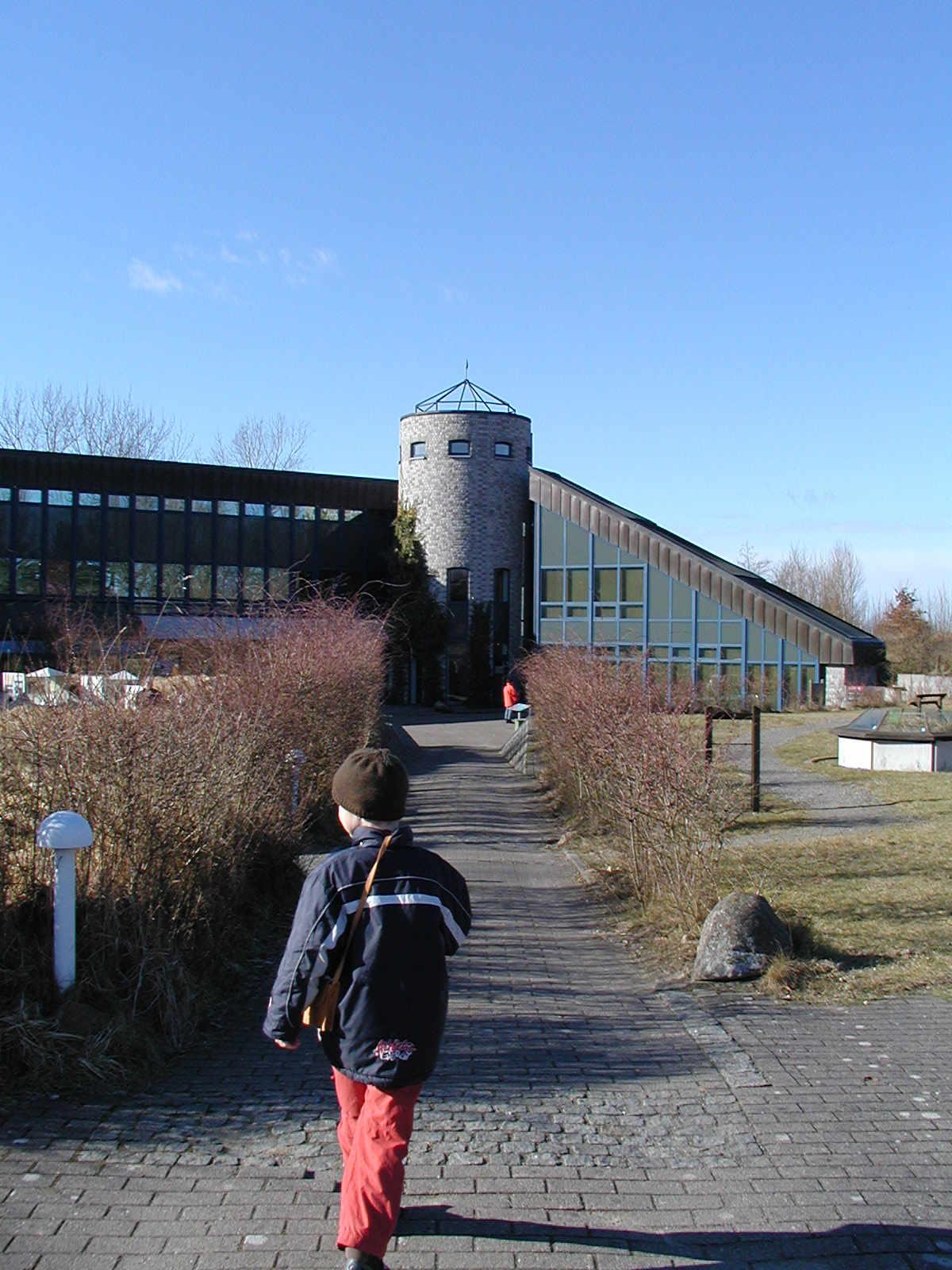
Natureum

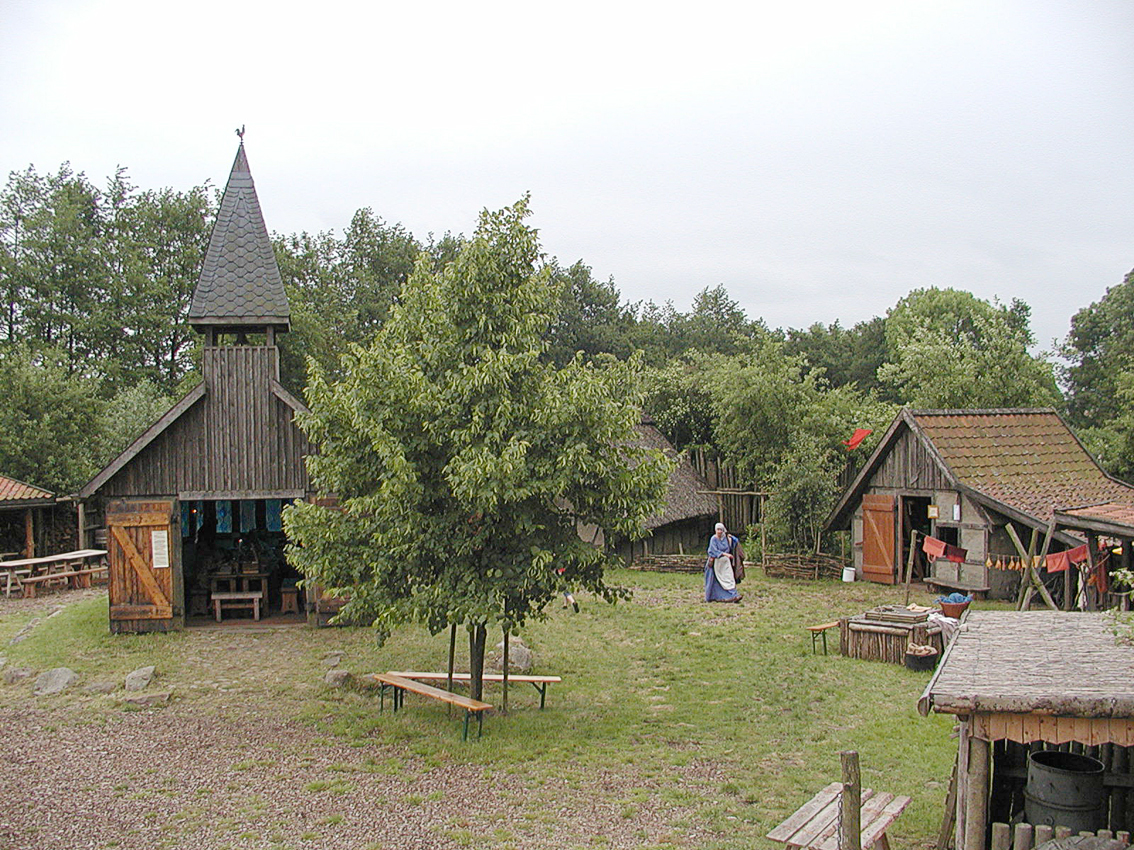
Mittelalterliches Dorf „Op de Horn“ im Ortsteil Hörne

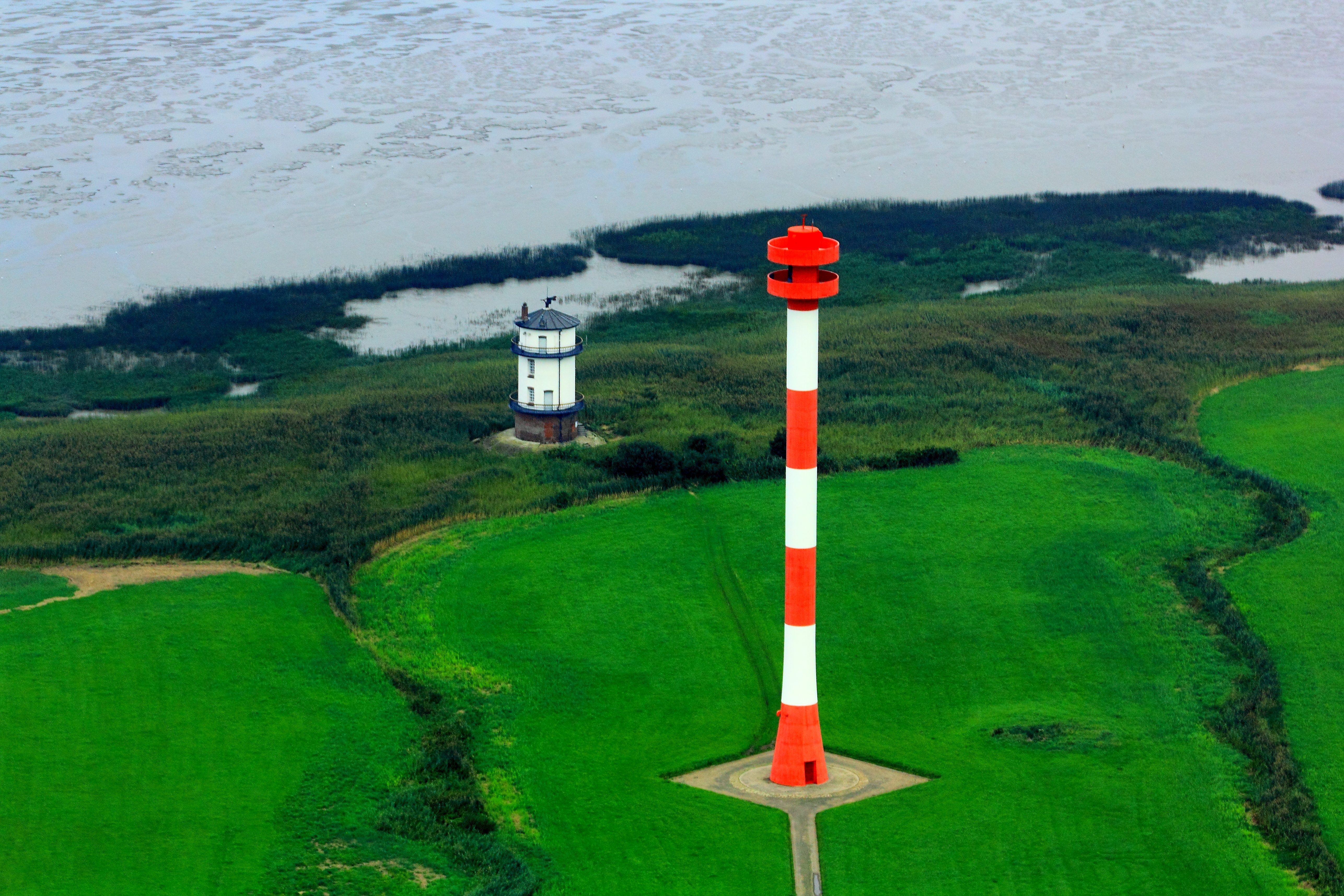
Alter und neuer Leuchtturm im Außendeich

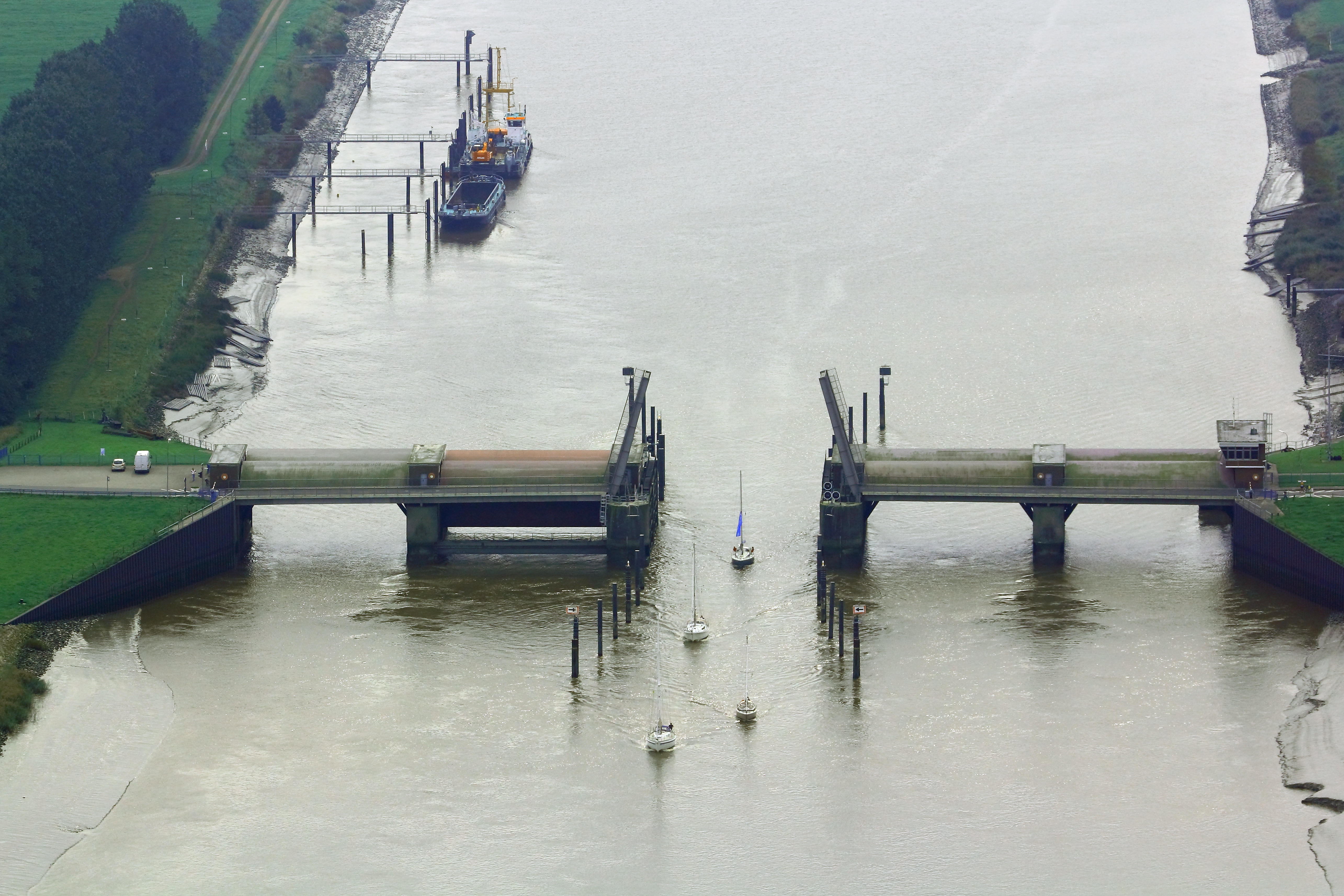
Ostesperrwerk

- Das Natureum Niederelbe ist ein Natur- und Freilichtmuseum auf einer künstlichen Halbinsel zwischen Ostesee und Oste, das dem Besucher die Küstennatur mit ihrer typischen Pflanzen- und Tierwelt präsentiert.[5]
- Die St.-Marien-Kirche wurde 1938 als Backsteinbau an der Stelle der 1936 niedergebrannten mittelalterlichen Kirche errichtet, die bereits Anfang des 14. Jahrhunderts erste Erwähnung fand.[6]
- Mittelalterliches Dorf „Op de Horn“, im Ortsteil Hörne: Gutsgelände mit acht Gebäuden im mittelalterlichen Stil und einem historischen Garten.
- Der 1903 errichtete Leuchtturm Balje ging am 1. Februar 1904 in Betrieb. Der massive Klinkerbau erzeugte sein Licht zunächst mit Petroleum, dann mit Flüssiggas und schließlich seit 1962 elektrisch. Das Leuchtfeuer wurde 1980 stillgelegt, nachdem in der Nähe das Ober- und das Unterfeuer Balje in Betrieb genommen wurden.
- Das moderne, 1980 als moderner Betonturm in Betrieb genommene Oberfeuer steht in der Nähe des alten Leuchtturms und erreicht eine Höhe von 56,2 Metern.
- Das von 1964 bis 1968 errichtete Ostesperrwerk besteht aus Massivbauteilen mit ca. 20.000 Kubikmeter Beton. Die Schifffahrtsöffnung in der Mitte misst 22 Meter und kann bei Sturmflut durch stählerne Stemmtore geschlossen werden. Damit Schiffe die Brücke des Sperrwerks passieren können, ist deren mittlere Teil als Klappbrücke ausgeführt.[7]

## Wirtschaft und Infrastruktur
Als Wirtschaftsunternehmen bestehen in der Gemeinde eine Gaststätte, zwei Beherbergungsbetriebe, Betriebe für Yachtausrüstungen, Baggerarbeiten, Fensterbau, Holzbau, Klärtechnik, Heizung-Elektro-Sanitärbetrieb, Stahlbau, Schreinereien, ein Taxibetrieb sowie eine Reihe von Obstbauern und ein Dienstleister für landwirtschaftliche Betriebe.
Die Samtgemeinde Nordkehdingen hat in Balje einen öffentlichen Kindergartenbetrieb eingerichtet. Daneben besteht am Ort weiterführend die ebenfalls öffentlich betriebene „Grundschule Alter Leuchtturm Balje“.
Die Gemeinde Balje ist mit dem Auto über die niedersächsische niedersächsische Landesstraße 111 (Neuhaus an der Oste–Hamelwörden) zu erreichen. Sie zweigt an der B 73 (in Neuhaus) sowie an der Bundesstraße 495 (bei Hamelwörden) ab.
Eine ÖPNV-Anbindung nach Balje besteht mittels einer Rufbuslinie von Freiburg/Elbe nach Itzwörden an der Oste innerhalb des Hamburger Verkehrsverbundes. Nächster Bahnhof ist Cadenberge an der Niederelbebahn.
Im Nordwesten des Gemeindegebietes befindet sich das Vogelschutzgebiet Hullen im Vorlandbereich im Mündungsgebiet der Oste in die Elbe.

## Söhne und Töchter Baljes
- Hermann Kay (1839–1902), Genremaler
- Hermann Schlichting (1907–1982), Strömungsmechaniker in Braunschweig und Göttingen